# Rancourt-sur-Ornain
Rancourt-sur-Ornain è un comune francese di 214 abitanti situato nel dipartimento della Mosa nella regione del Grand Est.

## Storia

### Simboli
il secondo di rosso, alla ruota da molino d'oro; al capo d'oro, caricato a sinistra del riccio di pastorale vescovile e a destra del ferro di cavallo, entrambi di rosso. Lo scudo è sostenuto da due fasci di canne di palude stelate e fogliate di verde e fruttate di tanné, passate in decusse. Motto: RANCOURT in lettere maiuscole d’oro su una lista di verde con il rovescio di rosso.»
Lo stemma è stato adottato dal comune il 6 ottobre 2016. La testa di ariete in campo verde fa riferimento per assonanza al toponimo Rancourt: l'ariete era anticamente indicato con il termine ran (dal tedesco Ram) e il campo verde court (dal latino curtis, "campo agricolo"). 
Il pastorale ricorda san Medardo (456–545) primo vescovo di Noyon. La tradizione vuole che questo santo in gioventù un giorno donò uno dei cavalli che il padre aveva affidato alle sue cure, a un povero che aveva appena perso il suo lavoro e non poteva permettersi di comprarne un altro. La ruota rappresenta il mulino del paese. Le canne sono quelle presenti lungo rive dell'Ornain e lungo il canale.

## Società

### Evoluzione demografica
Abitanti censiti